# Lonnekerspoorlaan
De Lonnekerspoorlaan is een laan in de wijk Roombeek in Enschede.
De laan is genoemd naar de spoorlijn die van Enschede via Lonneker naar Oldenzaal liep.
Na de vuurwerkramp van 13 mei 2000 is de laan herbouwd met grachtenpand-achtige woningen. De huizen zijn in particuliere opdracht gebouwd: de eigenaren van het huis (de bewoners) hebben hun eigen huis (laten) ontwerpen en realiseren.
De Lonnekerspoorlaan is onderverdeeld in negen stroken van elk bijna 100 meter breed, waar ongeveer 80 huizen op gebouwd konden worden.
Hoewel de huizen allemaal verschillend zijn, is er een aantal stedenbouwkundige randvoorwaarden waar alle huizen aan moeten voldoen. De breedte ligt tussen de 4,5 en 9 meter, er moesten minimaal 3 en maximaal 4 bouwlagen zijn, de huizen werden 80 cm boven het maaiveld gebouwd: hierdoor ontstond een 'plint', die ook weer onderdeel mocht zijn van een souterrain of veranda. Het materiaal van de gevel moest hoofdzakelijk baksteen zijn.
De Lonnekerspoorlaan valt onder de hoge beeldregie, wat zeggen wil dat stedenbouwkundig supervisor Pi de Bruijn toestemming moet geven voor het ontwerp.